# 阿诺德大力士经典赛
阿诺德大力士经典赛（Arnold Strongman Classic）是美国俄亥俄州哥伦布每年举办的阿诺德体育节中的一个比赛，由世界各地的大力士参加，决出世界上最强壮的大力士。它是公认的世界上难度最大的大力士比赛。2002年比赛首次举办，第一位获胜者是馬克·亨利。